# Коламбус (Пенсільванія)
Коламбус (англ. Columbus) — переписна місцевість (CDP) в США, в окрузі Воррен штату Пенсільванія. Населення — 678 осіб (2020).

## Географія
Коламбус розташований за координатами 41°56′52″ пн. ш. 79°35′1″ зх. д. / 41.94778° пн. ш. 79.58361° зх. д. (41.947871, -79.583499).  За даними Бюро перепису населення США в 2010 році переписна місцевість мала площу 5,91 км², уся площа — суходіл.

## Демографія
Згідно з переписом 2010 року, у переписній місцевості мешкали 824 особи в 322 домогосподарствах у складі 221 родини. Густота населення становила 139 осіб/км².  Було 363 помешкання (61/км²).
Расовий склад населення:
| - 98,8 % — білих - 0,2 % — азіатів |

До двох чи більше рас належало 1,0 %. Частка іспаномовних становила 0,2 % від усіх жителів.
За віковим діапазоном населення розподілялося таким чином: 22,3 % — особи молодші 18 років, 62,3 % — особи у віці 18—64 років, 15,4 % — особи у віці 65 років та старші. Медіана віку мешканця становила 44,4 року. На 100 осіб жіночої статі у переписній місцевості припадало 97,6 чоловіків;  на 100 жінок у віці від 18 років та старших — 95,1 чоловіків також старших 18 років.
Середній дохід на одне домашнє господарство  становив 58 986 доларів США (медіана — 52 768), а середній дохід на одну сім'ю — 63 152 долари (медіана — 54 583). Медіана доходів становила 42 174 долари для чоловіків та 29 423 долари для жінок. За межею бідності перебувало 11,9 % осіб, у тому числі 19,4 % дітей у віці до 18 років та 5,4 % осіб у віці 65 років та старших.
Цивільне працевлаштоване населення становило 312 осіб. Основні галузі зайнятості: виробництво — 32,7 %, освіта, охорона здоров'я та соціальна допомога — 30,8 %, роздрібна торгівля — 10,6 %, транспорт — 8,7 %.